# شعيب أحمد
شعيب أحمد (17 أغسطس 1990 في باكستان - ) هو لاعب كريكت باكستاني.

## وصلات خارجية
- شعيب أحمد على موقع إي آس بي آن كريك إنفو (الإنجليزية)